# Josef Peterka
Josef Peterka (* 6. března 1944 Oříkov u Sedlčan) je český socialistický básník a literární teoretik.

## Život
Josef Peterka odmaturoval v r. 1962, poté vystudoval filosofii a bohemistiku na Univerzitě Karlově, kde roku 1968, získal titul PhDr. prací Prolegomena k obsahovému rozboru. V tomtéž roce nastoupil jako učitel na gymnázium, kde vyučoval do roku 1972, kdy nastoupil do ČSAV Ústavu pro českou a světovou literaturu.
Roku 1981 se stal tajemníkem Svazu českých spisovatelů. Po rozpadu tohoto svazu (1990) přednáší na Katedře českého jazyka a literatury Pedagogické fakulty UK v Praze. V Cibulkových seznamech StB je veden jako důvěrník.

## Dílo

### Poezie
Jeho básnická tvorba se nese v reflexivním duchu, jenž je spojen s dialektikou materialismu. Na autorovu tvorbu měl velký vliv především V. Holan a R. M. Rilke. Peterka je též ovlivněn ruralismem.
V jednotlivých básních se objevuje tematika milostná, čistě reflexivní, společenská. Tvorba je prozatím uzavřena svazkem ekologické poezie Ekologie duše.
- Lití olova, 1964
- Žalmy, 1965
- Krušná, 1970, v této sbírce se vrací do svého dětství, poetika sbírky čerpá z lidových přísloví, ceněna jako nejkvalitnější dílo[zdroj?]
- Místo u ohně, 1973, ze sbírky pochází autorova nejcitovanější[zdroj?] báseň Vroucně
- Obrana příchozích, 1978
- Autobiografie vlka, 1980, první část dilogie o rozpolcení současného člověka, který ztratil sounáležitost s přírodou. Lyrický subjekt (člověk-vlk) se v textu explicitně hlásí mj. ke Stepnímu vlkovi H. Hesseho. Název vyvolal vlnu vášní, působilo to podobně, jako kdyby autor zvolil titul "Autobiografie Hitlera"[zdroj?]
- Okna do mrazu, 1981, výbor z díla
- Autobiografie člověka, 1984, druhý díl dilogie, na rozdíl od Autobiografie vlka konformní apoteóza komunistické společnosti
- Autobiografie vlka a člověka, 1986
- Stopový prvek Láska, 1986
- Bez definitivy, 1988, výbor z díla. Doplněn sentencemi o životě, tvorbě, výuce literatury, poetice titulu apod.
- Krásný ortel, 1989, výbor z díla.
- Ekologie duše, 1990
- Aspects de la poésie tchèque : anthologie bilingue. SUD Domaine étranger, Marseille, 1991

### Literárně teoretické práce
Jeho literárně-teoretické práce jsou částečně poplatné duchu socialismu, někdy bývá řazen mezi marxistické literární teoretiky. V jeho odborném díle se však projevuje celá řada literárně-teoretických směrů.
- Principy a tendence, 1981 (obsahuje mj. studii O fetišismu literární kritiky šedesátých let (polemika s názory Josefa Škvoreckého, Václava Černého, Olega Suse, Mojmíra Grygara, Jana Patočky aj.)[3] z roku 1979[4])
- Metamorfózy tradice, 1983 (knižní vydání jeho disertační práce K ideologickým aspektům působení literárního dědictví[5])
- Dvojramenný proud, 1986 (popis literární situace česko-slovenského literárního provozu sedmdesátých a první poloviny osmdesátých let)
- Teorie literatury pro učitele, 2001, 2., přeprac. vyd. 2006, 3. vyd. 2007 - moderně pojatá příručka úvodu do literatury, poetiky a genologie. Hlavní Peterkovou didaktickou zásadou je nevychovávat popletené literární historiky, ale přemýšlivé čtenáře poučené o literárním kánonu.[zdroj?]

### Překlady
- Mats Traat. Jsem jen kus šedivého magnetitu – Denní zprávy – Pozdní jehňátka – Malý ptačí trh – První mrazík – Přetěžký skvoste jara – Jabloně – Lekce – Šikmý stín špičáků, ač dravec upoután – Pokud – Jaro v Praze. In Zvony v jezerech. Ed. Vladimír Macura. Československý spisovatel, Praha 1977, s. 103–116.
- Mats Traat. Jaro v Praze. In Lyrické dopisy do Čech. Československý spisovatel, Praha 1980, s. 81–82.

## Účast v kolektivních dílech
- Encyklopedie literárních žánrů, Paseka 2004 - spoluautor a spolu s Dagmar Mocnou editor (většina ze sedmnácti autorů působila nebo působí na PedF UK), první česká příručka,[zdroj?] jež podává informace o literárních žánrech a druzích (obsahuje hesla o 100 nejdůležitějších druzích) a jejich vývoji ve světové a české literatuře (tzv. historická poetika).

Kromě této tvorby se věnoval překladům, především ruskojazyčné tvorby, ale i z angličtiny.